# Kadua lucei
Kadua lucei ist eine Pflanzenart aus der Gattung Kadua in der Familie der Rötegewächse (Rubiaceae). Sie kommt endemisch nur auf einer Insel der im südlichen Pazifik gelegenen Marquesas-Inseln vor.

## Beschreibung

### Vegetative Merkmale
Kadua lucei wächst als Strauch der Wuchshöhen von 1,5 bis 2 Meter erreichen kann. Alte Triebe sind unbehaart. Die 0,4 bis 0,6 Zentimeter dicken Zweige weisen zusammengedrückte Internodien auf. Die dunkelbraune Borke ist glatt über gerillt bis runzelig.
Die gegenständig an den Zweigen angeordneten Laubblätter sind in einen Blattstiel und eine Blattspreite gegliedert. Der kräftige, violette Blattstiel weist einen kleinen Flügel auf, ist 0,2 bis 0,4 Zentimeter lang und 0,2 bis 0,5 Millimeter dick. Die einfache, mehr oder weniger papierartige Blattspreite ist bei einer Länge von 5,3 bis 14,5 Zentimetern sowie einer Breite von 3,3 bis 10 Zentimetern elliptisch bis verkehrt-eiförmig-elliptisch. Die Spreitenbasis läuft spitz bis stumpf oder abgerundet zu, die meist kurz zugespitzte Spreitenspitze ist spitz zulaufend, stumpf oder abgerundet und der leicht zurück gebogene Spreitenrand ist ganzrandig. Von jeder Seite des grünlich weißen Blattmittelnerves zweigen acht bis zehn Seitennerven ab, welche sowohl auf der Blattoberseite als auch auf der -unterseite deutlich erkennbar sind. Die interpetiolaren und intrapetiolaren Nebenblätter ähneln den Laubblättern, sind mit der Basis des Blattstieles verwachsen und bilden dadurch eine Blattscheide mit einer kurzen, scharf zuspitzten Spitze. Die halbkreisförmige Blattscheide ist etwa 3 Millimeter lang und 4 bis 7 Millimeter breit.

### Generative Merkmale
Bei den bisherigen Sammlungen wurden bisher nur Exemplare mit alten Blütenständen und Früchten gesehen.
Die endständigen, zymösen schirmrispigen Blütenstände werden 8 bis 9 Zentimeter lang und etwa 6 Zentimeter breit. Der zusammengedrückte Blütenstandsstiel ist rund 3,5 Zentimeter lang und 0,25 bis 0,3 Zentimeter dick. Die Blütenstände enthalten etwa 30 gestielte Einzelblüten, wobei jeder der obersten Blütenstandsverzweigungen je zwei bis drei Blüten tragen. Die kräftigen Blütenstiele werden bis zu 0,2 bis 0,3 Zentimeter lang und 0,5 bis 1 Millimeter dick.
Die unbehaarten Blüten sind radiärsymmetrisch sind vierzählig und vermutlich dimorph. Die Tragblätter sind bei einer Länge von etwa 1 und einer Breite von rund 1,5 Millimetern breit-dreieckig geformt. Der verkehrt-kegelförmige Blütenbecher wird 2 bis 3 Millimeter lang. Die Kelchblätter sind miteinander zu einer 2 bis 3 Millimeter langen, becherförmigen Kelchröhre verwachsen. Die vier Kelchlappen sind bei einer Größe von 0,5 bis 0,7 Millimetern und einer Breite von rund 1,5 Millimetern breit-dreieckig geformt. Die weißen, fleischigen Kronblätter sind stieltellerförmig miteinander verwachsen. Die violett gesprenkelte Kronröhre erreicht eine Länge von 2,2 bis 2,6 Zentimeter sowie einen Durchmesser 1,7 bis 2 Millimeter. Die vier zurückgebogenen Kronlappen sind bei einer Länge von 0,8 bis 1 Zentimetern sowie einer Breite von 1,5 bis 2 Millimetern linealisch bis länglich und haben an der Spitze ein 0,5 bis 1 Millimeter langes, hakenförmiges Anhängsel. Die Staubblätter sind nahe am Grund der Kronröhre inseriert. Die Staubbeutel sind linealisch und werden 3 bis 3,5 Millimeter lang und 0,3 bis 0,4 Millimeter breit. Der Griffel ist rund 2 Zentimeter lang und die zweifach gelappte, linealische Narbe wird etwa 2,5 Millimeter groß.
Die Kapselfrüchte sind bei einer Länge von 0,7 bis 0,8 Zentimeter und einer Dicke von etwa 0,6 Zentimeter kreiselförmig bis verkehrt-eiförmig-kreiselförmig geformt und stehen an einen kräftigen, 0,5 bis 0,7 Zentimeter langen Stiel. Über die Samen ist nichts bekannt.

## Verbreitung
Das natürliche Verbreitungsgebiet von Kadua lucei liegt auf den Marquesas-Inseln im südlichen Pazifik. Kadua lucei ist ein Endemit, der nur auf der Insel Fatu Hiva vorkommt. Soweit bisher bekannt setzt sich das Vorkommen aus nur einer kleinen Population zusammen, welche auf dem Gebirgskamm zwischen dem Mont Tekou und dem Mont Touaouoho wächst.
Kadua lucei gedeiht in Höhenlagen von 910 bis 1000 Metern. Die Art wächst dort entlang eines abschüssigen Gebirgskammes im feuchten Buschland. Im Buschland wachsen verschiedene Arten von Alsophila, Freycinetia und Histiopteris.

## Taxonomie
Die Erstbeschreibung von Kadua lucei erfolgte 2005 als Hedyotis lucei durch David H. Lorence und Jacques Florence in Systematic Botany. Im Jahr 2011 überführten David H. Lorence und Warren L. Wagner die Art als Kadua lucei in PhytoKeys in die Gattung Kadua. Das Artepitheton lucei ehrt den Hobbynaturforscher Jean-Pierre Luce, welcher die Art bei seiner Erforschung der Bergregionen Fatu Hivas entdeckte.